# 1978年の相撲
1978年の相撲（1978ねんのすもう）は、1978年の相撲関係のできごとについて述べる。

## 大相撲

### できごと
- 1月、元小結羽黒岩引退、年寄雷襲名。元前頭2枚目若ノ海引退、年寄大嶽襲名。元前頭3枚目大鷲引退、年寄中村襲名。元関脇旭川死去、72歳。協会役員改選で理事長春日野を3選。新理事に伊勢ヶ濱、武隈、伊勢ノ海、新監事に片男波。全国農業協同組合連合会賞が、幕内優勝力士に授与される。
- 3月、学生相撲の近畿大学長岡、駒澤大学牧野が幕下付出。春場所後の番付編成会議で出羽嵐改め常の山の十両昇進を決定。鷲羽山の実兄で、36年ぶりの兄弟同時関取。
- 4月、第1回師匠会。部屋持ち親方30人全員出席。伊勢ヶ濱部屋が文京区白山に落成。
- 5月、元前頭2枚目朝登引退、年寄東関襲名。元前頭5枚目千代櫻引退、年寄君ヶ濱襲名。元小結成山死去、46歳。夏場所後、若三杉の横綱推挙決定。若三杉は若乃花幹士と改名。元前頭8枚目芳野嶺の熊ヶ谷部屋独立。ただ1人の弟子は息子。
- 9月、秋場所で実業団出身の板井（大鳴戸）が前相撲よりデビュー。場所6日目に昭和天皇観戦。中国出身力士の清乃華が廃業。
- 10月、福岡が水不足のため、力士乗り込みを遅らせる。
- 11月、相撲教習所の校歌が作られる。
- 12月、元小結巴潟が肝硬変で死去、67歳。

### 本場所
- 一月場所（蔵前国技館・8日～22日）
幕内最高優勝 : 北の湖敏満（15戦全勝,10回目）
　殊勲賞-豊山、敢闘賞-玉ノ富士、蔵間
十両優勝 : 黒瀬川國行（11勝4敗）
- 三月場所（大阪府立体育館・12日～26日）
幕内最高優勝 : 北の湖敏満（13勝2敗,11回目）
　殊勲賞-富士櫻、敢闘賞-尾形、技能賞-蔵間
十両優勝 : 大觥吉男（11勝4敗）
- 五月場所（蔵前国技館・7日～21日）
幕内最高優勝 : 北の湖敏満（14勝1敗,12回目）
　殊勲賞-琴風、敢闘賞-千代の富士
十両優勝 :鷲羽山佳和（11勝4敗）
- 七月場所（愛知県体育館・2日～16日）
幕内最高優勝 : 北の湖敏満（15戦全勝,13回目）
　殊勲賞-富士櫻、敢闘賞-出羽の花
十両優勝 : 鷲羽山佳和（10勝5敗）
- 九月場所（蔵前国技館・10日～24日）
幕内最高優勝 : 北の湖敏満（14勝1敗,14回目）
　敢闘賞-播竜山、技能賞-麒麟児
十両優勝 : 巨砲丈士（11勝4敗）
- 十一月場所（九電記念体育館・12日～26日）
幕内最高優勝 : 若乃花幹士（15戦全勝,2回目）
　殊勲賞-麒麟児、敢闘賞-黒姫山、技能賞-青葉山
十両優勝 : 谷嵐久（13勝2敗）
- 年間最優秀力士賞：北の湖敏満（82勝8敗）
- 年間最多勝：北の湖敏満（82勝8敗）

## 誕生
- 2月14日 - 錦風真悟（最高位：幕下筆頭、所属：尾車部屋、世話人：錦風）[1]
- 3月14日 - 弘行（十両呼出、所属：峰崎部屋→西岩部屋）
- 3月18日 - 霜鳥典雄（最高位：小結、所属：時津風部屋）[2]
- 4月4日 - 5代木村善之輔（十両格行司、所属：春日野部屋）
- 5月5日 - 雷光肇（最高位：十両11枚目、所属：八角部屋）[3]
- 5月11日 - 潮丸元康（最高位：前頭10枚目、所属：東関部屋、+ 2019年【令和元年】）[4]
- 5月16日 - 富士夫（十両呼出、所属：安治川部屋→伊勢ヶ濱部屋）
- 7月10日 - 琴国晃将（最高位：十両4枚目、所属：佐渡ヶ嶽部屋）[5]
- 7月27日 - 若東龍秀史（最高位：十両3枚目、所属：松ヶ根部屋）[6]
- 9月14日 - 華王錦武志（最高位：十両6枚目、所属：東関部屋）[7]
- 8月12日 - 垣添徹（最高位：小結、所属：武蔵川部屋→藤島部屋、年寄：雷）[8]
- 10月3日 - 安美錦竜児（最高位：関脇、所属：安治川部屋→伊勢ヶ濱部屋、年寄：安治川）[9]

## 死去
- 1月31日 - 旭川幸之焏（最高位：関脇、所属：立浪部屋、* 1905年【明治38年】）[10]
- 3月12日 - 筑後山一政（最高位：十両2枚目、所属：立浪部屋、* 1926年【大正15年】）
- 3月15日 - 三濱洋俊明（最高位：前頭20枚目、所属：高砂部屋、* 1919年【大正8年】）[11]
- 5月7日 - 稲葉嶽光之助（最高位：前頭14枚目、所属：濱風部屋、* 1889年【明治22年】）[12]
- 5月8日 - 成山明（最高位：小結、所属：小野川部屋、* 1931年【昭和6年】）[13]
- 8月30日 - 御西山政夫（最高位：前頭6枚目、所属：出羽海部屋、* 1892年【明治25年】）[14]
- 12月24日 - 巴潟誠一（最高位：小結、所属：高嶋部屋→友綱部屋、* 1911年【明治44年】）[15]

## その他
- 二子山（初代若乃花）による格言『人間辛抱だ』がテレビCMや著書で話題となり流行語となった。